# Saint-Valérien, Yonne
Saint-Valérien är en kommun i departementet Yonne i regionen Bourgogne-Franche-Comté i norra Frankrike. Kommunen ligger i kantonen Chéroy som tillhör arrondissementet Sens. År 2022 hade Saint-Valérien 1 806 invånare.

## Befolkningsutveckling
Antalet invånare i kommunen Saint-Valérien
| Referens: INSEE |